# Serre Road Cemetery No.1
Serre Road Cemetery No.1 is een Britse militaire begraafplaats met gesneuvelden uit de Eerste Wereldoorlog, gelegen op de grens van de gemeenten Puisieux en Hébuterne in het departement Pas-de-Calais en de gemeente Beaumont-Hamel in het departement Somme. De begraafplaats werd ontworpen door Noel Rew en ligt langs de Rue de Mailly Maillet, een kilometer ten westen van het gehucht Serre-lès-Puisieux. Het terrein heeft een rechthoekig vorm met aan de noordelijke zijde afgeschuinde hoeken en heeft een oppervlakte van nagenoeg 6.700 m². De begraafplaats ligt op een lichte helling en bestaat uit drie niveaus waarbij de Stone of Remembrance het noordelijkste deel accentueert. Een natuurstenen muur die trapsgewijze oploopt bakent het terrein af. De toegang bestaat uit monumentaal wit stenen gebouw met een boogvormige doorgang onder een plat dak. Het Cross of Sacrifice staat achteraan tegen de noordelijke muur. De begraafplaats wordt onderhouden door de Commonwealth War Graves Commission.  
Er rusten 2.426 gesneuvelden, waarvan 1.728 niet geïdentificeerde. 
Naast de begraafplaats ligt de Franse militaire begraafplaats Nécropole nationale de Serre-Hébuterne. Een paar honderd meter ten zuidwesten ligt langs dezelfde weg Serre Road Cemetery No.2 en in de velden een paar honderd meter noordwaarts ligt Serre Road Cemetery No.3.

## Geschiedenis
Serre Road liep van Mailly-Maillet in Brits gebied richting Serre, om zo'n kilometer voor Serre het niemandsland te bereiken. Het gehucht Serre lag ten oosten van de weg en was in Duitse handen, het gebied ten westen was in Britse handen. In juli 1916 werden tijdens de Slag aan de Somme ten noorden en zuiden van de weg door de Britten aanvallen uitgevoerd maar zonder succes. In november werd opnieuw aangevallen maar weer zonder resultaat. Pas op 25 februari 1917, nadat de Duitsers zich teruggetrokken hadden tot de Hindenburglinie werd Serre veroverd. Tijdens het Duitse lenteoffensief in maart 1918 werd het dorp opnieuw door hen veroverd en bezet tot augustus daaropvolgend. 
In het voorjaar van 1917 werden de slagvelden van de Somme en de Ancre door het V Corps opgeruimd en werden een aantal nieuwe begraafplaatsen aangelegd, waarvan er nu drie worden genummerd onder de naam Serre Road. De graven in de rijen A tot G in perk I zijn de oorspronkelijke bij de aanleg van de begraafplaats. Na de wapenstilstand werden nog slachtoffers vanuit de omringende slagvelden en enkele kleinere begraafplaatsen naar hier overgebracht. Deze begraafplaatsen waren: Acheux Communal Cemetery French Extension in Acheux, Albert German Cemetery in Albert, Beaucourt-Sur-Ancre British Cemetery (V Corps Cemetery No.13) in Beaucourt-sur-l'Ancre, Cerisy-Buleux Churchyard in Cerisy-Buleux, Puisieux Churchyard in Puisieux en Ten Tree Alley Cemetery No.1 (V Corps Cemetery No.24) in Puisieux.
Na de oorlog werd de begraafplaats uitgebreid met graven die werden overgebracht vanuit de omliggende slagvelden en uit verschillende kleine ontruimde begraafplaatsen. Er werden graven overgebracht uit Acheux Communal Cemetery French Extension in Acheux-en-Amiénois, Albert German Cemetery in Albert, Beaucourt-sur-Ancre British Cemetery in Beaucourt-sur-l'Ancre, Cerisy-Buleux Churchyard in Cerisy-Buleux, Puisieux Churchyard in Puisieux en Ten Tree Alley Cemetery No.1 in Puisieux, dat in de buurt van Ten Tree Alley Cemetery lag (toen No.2 genoemd).
Onder geïdentificeerde doden zijn er 574 Britten, 64 Australiërs, 34 Canadezen, 23 Nieuw-Zeelanders en 3 Zuid-Afrikanen. Voor 10 slachtoffers werden Special Memorials opgericht omdat hun graven niet meer gelokaliseerd konden worden en men neemt aan dat ze zich onder naamloze grafzerken bevinden. Twaalf andere worden herdacht met een Duhallow Block omdat zij oorspronkelijk in Albert German Cemetery, Beaucourt British Cemetery of Puisieux Churchyard begraven waren maar wier graven door artillerievuur werden vernietigd en niet meer teruggevonden.

## Graven
- de broers Charles Guy Destrube en Paul Jean Destrube sneuvelden op dezelfde dag (17 februari 1917) en liggen onder één grafzerk begraven. Op hun grafsteen staat het Franstalige epitaaf: Unis dans la mort Comme ils l’étaient Dans la vie.

### Onderscheiden militairen
- Ralph Adams, luitenant bij het Royal Warwickshire Regiment werd tweemaal onderscheiden met het Military Cross (MC and Bar).
- Herbert Storch, onderluitenant bij het Yorkshire Regiment werd onderscheiden met het Military Cross (MC).
- Herbert Shaw, sergeant bij de Royal Engineers werd onderscheiden met de Distinguished Conduct Medal (DCM).
- de sergeanten John W. Rennie, Matthew H. Mossop, A.G. Lever en Donald H. Kennedy; korporaal Claude J. Arnold en de soldaten J. Edwards, Arthur Botting en Arthur B. Eschle werden onderscheiden met de Military Medal (MM).

### Minderjarige militairen
- soldaat Horace Iles van het West Yorkshire Regiment (Prince of Wales's Own) was slecht 16 jaar toen hij sneuvelde.
- de soldaten W. Ferguson van de Royal Irish Fusiliers en Herbert W. Needham van de Durham Light Infantry waren 17 jaar toen ze sneuvelden.

### Alias
- soldaat J.W. Goldie diende onder het alias J. Wylie bij de Canadian Infantry.